# باريس تورز 1944
باريس تورز 1944 هو سباق دراجات هوائية، وهو موسم من باريس تورز، وأقيم في 1944.
فاز بالمركز الأول Lucien Teisseire ‏، وبالمركز الثاني لويس غوتييه، وبالمركز الثالث Louis Thiétard ‏.

## الفائزون
| الترتيب | الفائز            |
| ------- | ----------------- |
| الفائز  | Lucien Teisseire ‏ |
| الثاني  | لويس غوتييه       |
| الثالث  | Louis Thiétard ‏   |